# Cümbüş
El cümbüş (pronunciat [dʒymˈbyʃ]) és un cordòfon originari de Turquia, inventat a Istanbul l'any 1929 per Zeynel Abidin (Cümbüş), un lutier turc nascut a Üsküp, Imperi Otomà. El nou instrument fou batejat com cümbüş per Mustafa Kemal Atatürk, el 14 de gener de 1930.
El cümbüş, en la seva forma tradicional té dotze cordes, s'assembla a un banjo. És un instrument que també es pot trobar als països veïns. L'instrument s'assembla a un banjo però és una mica diferent. Té un ressonador gran de fibres d'alumini, que es combinen amb les cordes d'acer per donar-li un so molt més potent. És un instrument de sis cordes, que conté una petita caixa de ressonància amb forats en el marc i tapa anterior de pell. N'hi ha de diferents llargades i números de cordes, però el més normal és que tingin 6 cordes dobles i una longitud total de 88 centímetres. No solen estar trastejats i l'afinació més normal és -d'agut a greus-: sol-do-mi-si-la. Hi ha una gran varietat d'afinacions per a l'instrument. Cada corda doble consta d'un parell de cordes amb la mateixa afinació.
El cümbüş es pot tocar amb una pua, "mizrap" en turc. La tradicional és una tira de tall de polietilè. El material original de pua va ser la ploma de l'ala d'una àguila mullat amb oli d'oliva.

## Etimologia
Cümbüş és una paraula d'origen persa (on significa acció, moviment) i significa gresca, tabola, festa molt animada, en turc.